# بولتشي (زلاغي الغربي)
بولتشي (بالفارسية: پل چی) هي قرية تقع في إيران في قسم زلاغي الغربي الریفي. يقدر عدد سكانها بـ 21 نسمة بحسب إحصاء 2016.